# 스페이스월드역
스페이스월드역(일본어: スペースワールド駅 スペースワールドえき[*])은 일본 후쿠오카현 기타큐슈시 야하타히가시구에 위치한 규슈 여객철도 소속 철도역이며, 가고시마 본선의 정차역이다.

## 역 구조 및 승강장
12량 편성 대응의 섬식 승강장 2면 4선을 가지는 고가 역이다. 커브 도중에 역이 존재하기 위해서 상행선 고쿠라 방면의 열차는 약간 경사인 상태로 정차하지만, 하행선 하카타 방면 · 노가타 방면은 승강시의 안전 확보를 위해 정차하는 열차는 모두 1번 승강장에 정차한다.
규슈 교통 기획에 의한 업무 위탁역이며, 발권 창구가 설치되어 있다.
| 1 · 2 | ■ 가고시마 본선 | (하행) | 오리오 ・ 하카타 ・ 오무타 방면    |
| 3 · 4 | ■ 가고시마 본선 | (상행) | 고쿠라 · 모지 항 · 시모노세키 방면 |

## 역 주변
당 역은 신일본 제철 야하타 제철소의 유휴지를 이용한 재개발 지역에 위치하고 있다. 그 때문에 역 주변 지구는 폭 넓은 도로와 구획이 갖추어진 토지가 있어 전선이 매설된 현대적인 거리풍경으로, 대규모 시설이 자리잡고 있다. 역의 북쪽을 지나는 고가도로는 기타큐슈 고속도로 5호선이다. 역의 남서로 세우는 도다 제일 용광로는 일본 최초의 근대 제철용 용광로이다.
- 스페이스 월드
- 신일본 제철 야하타 제철소
- 이온 야하타히가시 쇼핑센터
- 기타큐슈시립 이노치노타비 박물관
- 기타큐슈 시 환경 뮤지엄
- 기타큐슈 이노베이션 갤러리
- 신일본 제철 야하타 기념 병원
- 야하타히가시 체육관
- 야하타히가시 구청

## 인접 역
| 가고시마 본선         | 가고시마 본선   | 가고시마 본선        |
| --------------------- | --------------- | -------------------- |
| 도바타 모지 항 방면   | ■ 쾌속 · 준쾌속 | 야하타 아라오 방면   |
| 에다미쓰 모지 항 방면 | ■ 쾌속 · 보통   | 야하타 가고시마 방면 |